# Innerer Knorrkogel
Innerer Knorrkogel är en bergstopp i Österrike.   Den ligger i distriktet Lienz och förbundslandet Tyrolen, i den centrala delen av landet, 300 km väster om huvudstaden Wien. Toppen på Innerer Knorrkogel är 2 751 meter över havet.
Terrängen runt Innerer Knorrkogel är bergig. Runt Innerer Knorrkogel är det ganska glesbefolkat, med 26 invånare per kvadratkilometer.. Närmaste större samhälle är Matrei in Osttirol, 14,2 km sydost om Innerer Knorrkogel. 
Trakten runt Innerer Knorrkogel består i huvudsak av gräsmarker.